# Eugen Hmaruc
Eugen Hmaruc (ur. 13 czerwca 1977 w Tyraspolu) – mołdawski piłkarz występujący na pozycji bramkarza.

## Kariera klubowa
Hmaruc karierę rozpoczynał w 1994 roku w zespole Nistru Cioburciu, grającym w pierwszej lidze mołdawskiej. Na początku 1996 roku przeszedł do Tiligulu Tyraspol. W tym samym roku wywalczył z nim wicemistrzostwo Mołdawii. W 1997 roku odszedł do Victorii Cahul, jednak jeszcze w tym samym roku wrócił do Tiligulu.  W 1998 roku po raz drugi został w jego barwach wicemistrzem Mołdawii.
W 2000 roku Hmaruc przeszedł do rosyjskiego Czernomorca Noworosyjsk. Nie rozegrał tam jednak żadnego spotkania, a w 2001 roku odszedł do czwartoligowego Torpieda Taganrog. W 2002 roku został zawodnikiem cypryjskiego klubu Nea Salamina Famagusta i spędził tam sezon 2002/2003. W 2003 roku wrócił do Rosji i został graczem drugoligowego Dinama Petersburg.
Na początku 2004 roku Hmaruc przeszedł do bułgarskiego CSKA Sofia, a w 2005 roku zdobył z nim mistrzostwo Bułgarii. W 2006 roku wrócił do Tiligulu Tyraspol i występował tam przez rok.
W 2007 roku grał w indonezyjskiej Persiji Dżakarta. Następnie występował w bułgarskim Czerno More Warna, a także w mołdawskich zespołach Nistru Otaci, Dinamo Bendery oraz Dinamo-Auto Tyraspol. W 2014 roku zakończył karierę.

## Kariera reprezentacyjna
W reprezentacji Mołdawii Hmaruc zadebiutował 4 czerwca 2000 w przegranym 0:1 towarzyskim meczu z Rosją. W latach 2000–2006 w drużynie narodowej rozegrał 30 spotkań.